# 이방인 (이센스의 음반)
《이방인》(The Stranger)은 대한민국의 힙합 음악가 이센스의 정규 2집 앨범이다.
2019년 7월 22일에 발매되었다.
2020년 2월, 제17회 한국대중음악상 시상식에서 이센스는 <이방인>으로 최우수 랩&힙합 노래상을 수상했다.

## 수상 내역
- 2020년 제17회 한국대중음악상 '최우수 랩&힙합 노래' 상

## 수록곡
| #            | 제목                                 | 재생 시간 |
| ------------ | ------------------------------------ | --------- |
| 1.           | 〈Cold World〉                       | 2:05      |
| 2.           | 〈알아야겠어〉                       | 2:42      |
| 3.           | 〈Bucky〉 (Feat. Masta Wu, Qim Isle) | 3:16      |
| 4.           | 〈Clock〉 (Feat. Kim Ximya)          | 3:09      |
| 5.           | 〈그XX아들같이〉                     | 3:19      |
| 6.           | 〈All Good Thing〉                   | 2:10      |
| 7.           | 〈Dance〉                            | 3:35      |
| 8.           | 〈Bobos Motel〉                      | 1:33      |
| 9.           | 〈Buttons〉                          | 2:31      |
| 10.          | 〈05.30.18〉                         | 3:37      |
| 11.          | 〈Radar〉 (Feat. Kim Ximya)          | 2:45      |
| 12.          | 〈MTLA〉 (Feat. Masta Wu)            | 4:09      |
| 13.          | 〈Bad Idea〉                         | 2:51      |
| 14.          | 〈Don〉                              | 2:16      |
| 15.          | 〈서울〉                             | 2:05      |
| 총 재생 시간 | 총 재생 시간                         | 40:03     |

## 특이 사항
- 14번 트랙 《Don》과 15번 트랙 《서울》이 '한정판 BONUS'로 지정됨에 따라서, 일반판은 14번 트랙 《Don》과 15번 트랙 《서울》이 제외되어 13번 트랙 《Bad Idea》까지 재생되며, 한정판은 14번 트랙 《Don》과 15번 트랙 《서울》까지 재생된다.